# Richard Strohman
Richard Strohman Ph.D. é professor universitário estadunidense, especialista em moléculas e células biológicas da Universidade de Califórnia em Berkeley.